# ケイティーのロストバージン日記 〜18歳のコンプレックス〜
『ケイティーのロストバージン日記 〜18歳のコンプレックス〜』（原題：18-Year-Old Virgin）は、2009年公開のアメリカのセックス・コメディ映画。オリジナルビデオ作品。
ナオミ・L・セルフマンが脚本を担当し、タマラ・オルソンが監督を務めた。オリヴィア・アライナ・メイやローレン・ウォルシュ、Todd Leighらが出演している。アサイラムによって製作された。

## あらすじ
18歳の処女（18-year-old virgin）であるケイティー・パワーズは、同級生のライアン・ランバートに恋をし、高校の卒業パーティで彼とセックスすることを夢見ていた。しかし、ライアンは処女とはセックスしないというポリシーを持っている。そのため、ケイティーはパーティーの夜までに処女を捨てるというミッションに挑むことになる。

## キャスト
- ケイティー・パワーズ - オリヴィア・アライナ・メイ（英語版）
  - 若き日のケイト - Madeline Higgins
- ローズ - ローレン・ウォルシュ
- スペンサー - トッド・リー
- ライアン・ランバート -ダスティン・ハーニッシュ
- チェルシー - Karmen Morales
- ジェレミー - Daniel Sykes
- Marshall - Jonathan Michael Trautmann
- シスコ - Robbie Henke
- セス - Seth Cassell
- チャック - Collen Drew Henderson
- バック - Dustin Fitzsimons
- レイチェル - Danielle Gatto
- トレヴァー - Conor Moriarty